# القفيلة (الطفة)

تعديل مصدري - تعديل

القفيلة هي إحدى قرى عزلة المساحرة بمديرية الطفة التابعة لمحافظة البيضاء، بلغ تعداد سكانها 293 نسمة حسب تعداد اليمن لعام 2004.